# Anton Kehle
Anton »Toni« Kehle, nemški hokejist, * 8. november 1947, Füssen, Nemčija, † 24. september 1997, Füssen.
Kehle je v nemški ligi vso kariero branil za klub iz domačega kraja EV Füssen, s katerim je osvojil štiri naslove nemškega državnega prvaka, v sezonah 1967/68, 1968/69, 1971/72 in 1972/73.
Za zahodnonemško reprezentanco je nastopil na treh olimpijskih igrah, in dveh svetovnih prvenstvih. Edino medaljo na velikih tekmovanjih je osvojil na Olimpijskem hokejskem turnirju 1976, ko je bil z reprezentanco bronast, skupno je za reprezentanco branil na 115-ih tekmah. Bil je tudi sprejet v Nemški hokejski hram slavnih.
Leta 1997 je v petdesetem letu starosti umrl za rakom.